# Aleksandr Baranow (generał)
Aleksandr Iwanowicz Baranow (ros. Александр Иванович Баранов, ur. 13 maja 1946 w miejscowości Kegejli w Karakałpackiej ASRR, zm. 12 marca 2025 w Samarze) – rosyjski generał armii, Bohater Federacji Rosyjskiej (2000).

## Życiorys
Skończył szkołę średnią, od 1963 służył w Armii Radzieckiej, w 1967 ukończył Taszkencką Wyższą Ogólnowojskową Szkołę Dowódczą w Taszkencie. W Zakaukaskim Okręgu Wojskowym dowodził grupą zwiadu, plutonem, kompanią i batalionem, w 1977 ukończył z wyróżnieniem Akademię Wojskową im. Frunzego i został skierowany do służby w Grupie Wojsk Radzieckich w Niemczech jako zastępca dowódcy i potem dowódca pułku, następnie szef sztabu – zastępca dowódcy dywizji. W 1984 został dowódcą 24 Dywizji w Karpackim Okręgu Wojskowym, a w 1987 I zastępcą dowódcy 9 Armii Pancernej w tym okręgu, w 1991 ukończył z wyróżnieniem Wojskową Akademię Sztabu Generalnego Sił Zbrojnych ZSRR i został szefem sztabu i zastępcą dowódcy 22 Armii w Moskiewskim Okręgu Wojskowym. Od grudnia 1994 do grudnia 1996 dowodził 2 Gwardyjską Armią Pancerną w Nadwołżańskim Okręgu Wojskowym, od grudnia 1996 do września 1999 był szefem sztabu - I zastępcą dowódcy Nadwołżańskiego Okręgu Wojskowego, następnie I zastępcą dowódcy wojsk Północnokaukaskiego Okręgu Wojskowego, na tym stanowisku brał udział w II wojnie w Czeczenii, zostając szefem sztabu Połączonego Zgrupowania Wojsk Rosyjskich na Północnym Kaukazie i osobiście dowodząc wieloma operacjami wojskowymi, od grudnia 1999 w stopniu generała pułkownika. W lutym 2000 został mianowany dowódcą Uralskiego Okręgu Wojskowego, jednak do kwietnia 2000 przebywał na Północnym Kaukazie i kierował działaniami operacyjnymi wojsk rosyjskich w Czeczenii jako p.o. dowódcy Połączonego Zgrupowania Wojsk. W lipcu 2000 Nadwołżański i Uralski Okręg Wojskowy zostały połączone w jeden Nadwołżańsko-Uralski Okręg Wojskowy, którego Baranow został dowódcą, 12 czerwca 2004 otrzymał stopień generała armii, od lipca 2004 do maja 2008 dowodził Północnokaukaskim Okręgiem Wojskowym, po czym został zwolniony ze służby wojskowej z powodu wieku. Mieszkał w Samarze.

## Odznaczenia
- Bohater Federacji Rosyjskiej (5 maja 2000)
- Order „Za zasługi wojskowe”
- Order „Za służbę Ojczyźnie w Siłach Zbrojnych ZSRR” III klasy
- Order Czerwonej Gwiazdy

I medale.